# Stielhandgranate 24
Ручна осколкова граната «Stielhandgranaten — 24» — німецька ручна граната, призначена для ураження живої сили противника, як у наступальному, так і у оборонному бою. Для знищення бронетехніки або вогневих точок використовувалась зв'язка гранат. Основним елементом ураження є осколки та вибухова хвиля.

## Історія створення
За основу була взята граната Німецької армії часів Першої Світової війни — «Stielhandgranaten 16», це була найпопулярніша граната у цій війні, що була на озброєнні не тільки Німецької та Австро-Угорської, але й Російської імперії. Граната складалась з дерев'яної ручки, на яку зверху накручували металічний циліндр. Циліндр був заповнений вибуховою речовиною, збоку граната мала металевий затискач, що дозволяв носити гранату на поясі.
Після закінчення Першої Світової війни гранату модифікували, вона стала легша та менша за розміром, також із корпусу прибрали затискач для кріплення на поясі. Новій гранаті дали офіційне маркування Stielhandgranaten — 24 («М-24») та почали виробляти з 1924 року. Виробництво гранат зробили більш технологічними та дешевим, тому вона швидко змінила в армії старіші моделі М-15 та М-16.

## Конструкція
Ручна граната М-24 складається з: порожнистої нагвинтної дерев'яної рукоятки, знизу вона мала запальний механізм. Металевий корпус (стакан) мав всередині капсуль-детонатор та вибухову речовину масою 160—180 г, як правило, тротил або речовина з основи аміачної селітри. Запальний механізм складається з дистанційної трубки з капсулем, чашечки корпусу, наповненої тертковою сумішшю, дротової тертки з порцеляновою або свинцевою кулькою та дроту з порцеляновим кільцем.

## Характеристики та маркування
Граната мала наступні тактико-технічні характеристики:
- Маса: 500 г
- Загальна довжина — 356 мм
- Вибухова речовина — тротил
- Час затримки вибуху — 4,5-5 с (доходило до 8)
- Дистанція вкидання — 35-40 м
- Найімовірніша дистанція ураження осколками — 10-15 м
- Максимальна дистанція ураження осколками — до 30 м

Маса гранати у поєднанні з зручною дерев'яною рукояткою та розумно розміщеним центром тяжіння дозволяв вкидати її у середньому на дистанцію 35-40 метрів, фізично міцний та тренований гранатометник міг закинути гранату на дистанцію до 65 метрів.
З недоліків: заряд вибухової речовини боявся вологості та був схильний до злежування під час довгого зберігання (більше одного року). Тертковий запал гранати був ще одним слабким місцем: по-перше, він також боявся вологості, по-друге, при недостатньо різкому висмикуванні запального дроту не відбувалось запалення терткової суміші і граната, звичайно, не вибухала. Все це призводило до численних відмов під час бою, і якщо граната не вибухала протягом 10-ти секунд після ініціалізації, вона була небезпечна не більше, ніж камінь.
Металевий корпус гранати ґрунтувався у червоний колір та згодом зафарбовувався у «Feldgrau» (польовий сірий колір) або у темно-зелений. У верхній частині наносився штамп білою фарбою у вигляді імперського орла, чеканився номер заказу та рік виробництва. Збоку на корпусі білою фарбою за допомогою трафарету наносився напис «VOR GEBRAUCH SPRENGKAPSEL EINSETZEN» («Перед застосуванням встановити капсуль-детонатор»). Дерев'яна рукоятка також маркувалась, але вже не фарбою, а витиснутим клеймом. На рукоятку наносили номер партії та рік виробництва.

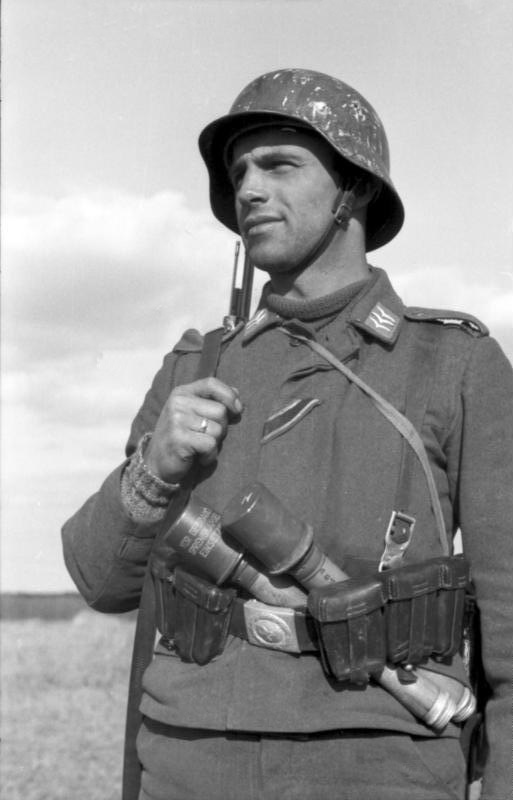
Німецький солдат з М-24

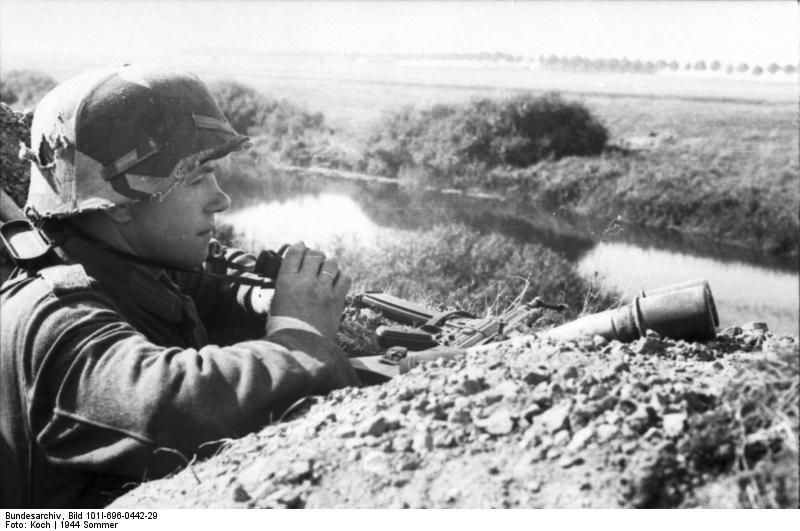
Німецький солдат на вогневій позиції з гранатами М-24

## Модифікації та розповсюдження
Під час Другої Світової війни М-24 була найбільш розповсюджена граната в частинах Вермахту та СС. Під час війни конструкція гранати стала ще простіша, а під кінець війни вироблялись так звані «народні гранати» Volkshandgranate 45, їх можна було використовувати навіть без дерев'яної рукоятки. Також на базі гранати М-24 була розроблена протипіхотна міна Stielhandgranate 24/D.Z. 35.
Завдяки зручній конструкції німецький солдат під час бою носив гранату М-24 за поясним ременем або за халявою чобота також зв'язаними попарно та перекинутими через шию. Також були полотняні сумки для переносу гранат по шість штук. Простота та дешевизна М-24 та її модифікацій дозволила вирішити проблему нестачі гранат на у бою, практично кожний німецький солдат ніс у додаток до основної зброї пару, а то й навіть п'ять гранат. У радянських військах гранати отримали прізвисько «колотівка» (рос. колотушка), у союзників «товкачка» (англ. potato masher).
Попри всі свої недоліки граната Stielhandgranaten — 24 була простою та надійною зброєю ближнього бою. За час Другої Світової війни було вироблено біля 80-ти мільйонів гранат М-24 та її різних модифікацій.

## М24 в масовій культурі
Граната присутня у великій кількості фільмів та відеоігор, події в яких відбуваються під час Другої світової війни.

### У кінематографі
- «Брат 2» — головні герої придбавають дві гранати в підпільного торгівця зброєю
- «Лють»
- «Індіана Джонс і останній хрестовий похід»
- «Пекельний бункер: Повстання спецназу»
- «Мертвий сніг» — на поясі одного із нацистів-зомбі
- «Хеллсінг» — використовують есесівці-вампіри

### У відеоіграх
- Серія ігор Wolfenstein
- Серія ігор Sniper Elite
- Payday 2 — у грі називається Potato Masher (укр. Товкачка) і використовується як холодна зброя. Доступна для гравців, які купили DLC Gage Historical Pack в Steam.
- Team Fortress 2 — у грі називається Ullapool Caber (укр. Алапульська колода) і використовується як холодна зброя. Під час першого удару по ворогові металевий циліндр вибухає, після чого в бою використовується тільки рукоятка; граната відновлюється після респавна або підбирання ящика з боєприпасами.
- Velvet Assassin — висить на поясі деяких німецьких солдатів. Гранату можна активувати (тільки, якщо солдат живий), щоб вбити декількох ворогів однчасно.
- Red Orchestra: Ostfront 41-45
- Red Orchestra 2: Heroes of Stalingrad
- Resident Evil 5 — використовують заражені паразитом Лас-Плагас солдати. Деякі гранати є світлозвуковими.
- Killing Floor 2 — використовує один з босів гри, доктор Ганс Вольтер. Він озброєний двома видами гранат: осколковими та димовими, які випускають нервово-паралітичний газ.

## Країни-експлуатанти
- Республіка Китай
- КНР
- Індонезія
- Фінляндія
- Малайзія